# Aéroport municipal de Mason City
Mason City Municipal Airport (code IATA : MCW • code OACI : KMCW) est un aéroport public situé à 8 km à l'ouest de Mason City et au nord-est de Clear Lake, dans le comté de Cerro Gordo, Iowa, aux États-Unis. L'aéroport couvre 446 hectares et a deux pistes d'atterrissages. Il est le plus utilisé pour l'aviation générale, mais est aussi desservi par une compagnie commerciale. Delta Connection (exploitée par Mesaba Airlines) fournit des services depuis Fort Dodge à Minneapolis-Saint-Paul avec un arrêt à Mason City. La majorité des voyageurs embarquent à Mason City plutôt qu'à Fort Dodge.

## Incidents et accidents
- 3 février 1959 : le chanteur Richie Valens trouve la mort en même temps que Buddy Holly et Big Bopper, dans un accident d'avion à Clear Lake juste après son décollage de Mason City lors d'une tournée à travers les États-Unis.